# كلينتون وودز
كلينتون وودز (بالإنجليزية: Clinton Woods)‏ مواليد 1 مايو 1972 في شفيلد، هو ملاكم إنجليزي سابق صنّف ضمن فئة الوزن الثقيل. حقق بطولة الاتحاد الدولي للملاكمة.

## إحصائيات
خاض خلال مسيرته 48 نزالا، فاز في 42 وتعادل في 1 وخسر في 5. فاز بالضربة القاضية في 24 نزالا.

## وصلات خارجية
- كلينتون وودز على موقع بوكس ريك (الإنجليزية) (registration required)

- الموقع الرسمي